# Lynn Davies
Lynn Davies (* 20. května 1942, Nantymoel) je bývalý britský atlet, olympijský vítěz a mistr Evropy ve skoku do dálky.
Nejdříve se specializoval na trojskok, od roku 1961 startoval především ve skoku do dálky, kde získal největší úspěchy. Už ve dvaceti letech startoval na mistrovství Evropy v Bělehradě, kde obsadil mezi dálkaři jedenácté místo. Na olympiádě v Tokiu v roce 1964 zvítězil výkonem 807 cm. Na této olympiádě startoval rovněž v běhu na 100 metrů (kde vypadl v rozběhu) a byl členem britské štafety na 4 x 100 metrů, která skončila ve finále osmá.
Na evropském šampionátu v Budapešti v roce 1966 zvítězil ve skoku do dálky , britská štafeta na 4 x 100 metrů, jejíž byl členem, skončila pátá. Zvítězil v soutěži dálkařů rovněž na Evropských halových hrách v Praze v roce 1967. Na olympiádě v Mexiku v roce 1968 skončil ve finále dálkařů devátý. Na Evropských halových hrách v roce 1969 získal stříbrnou medaili, stejně jako ve stejném roce na evropském šampionátu v Athénách. Na dalších mezinárodních soutěžích už medaili nevybojoval, krátce po mnichovské olympiádě v roce 1972 (kde v soutěži dálkařů nepostoupil do finále) ukončil sportovní kariéru.